# Raszewci
Raszewci (bułg. Рашевци) – wieś w Bułgarii, w obwodzie Wielkie Tyrnowo, w gminie Wielkie Tyrnowo. W 2014 roku zamieszkiwało ją 6 mieszkańców.
W 1934 roku wieś liczyła 92 mieszkańców; w 2021 roku był 1 mieszkaniec. Terytorium wsi zostało dołączone to terytorium Wonesztowej wody.